# Transitions Pro
 (septembre 2022).
Si vous disposez d'ouvrages ou d'articles de référence ou si vous connaissez des sites web de qualité traitant du thème abordé ici, merci de compléter l'article en donnant les références utiles à sa vérifiabilité et en les liant à la section « Notes et références ».
Depuis 2020, les centres Transitions Pro (ou ATpro) sont la nouvelle appellation des FONGECIF (Fonds de gestion des congés individuels de formation) qui sont, en France, des OPACIF (pour Organisme PAritaire au titre du Congé Individuel de Formation).
En 1983 sont créés les FONGECIF, au nombre de vingt-six. En 2012, ils regroupent six cents collaborateurs sur le plan national.
Ces FONGECIF ont financé à ce jour plus d’un million de projets professionnels. L'application de la loi NOTRe réduit le nombre de FONGECIF à 17 à compter du 1er janvier 2017.

## Missions
Les FONGECIF gèrent les CIF (congés individuels de formation), le CBC (congé pour bilan de compétences) et le congé VAE (validation des acquis de l'expérience), dans le cadre de la formation continue.
Ces fonds sont financés par les entreprises via le paiement obligatoire de la contribution à la formation de leurs employés. Même les salariés dont les entreprises ne sont pas assujetties peuvent réaliser une demande de financement.
Il est à noter que l'employé faisant appel à un FONGECIF n'est pas tenu d'en informer son employeur.
C'est un outil paritaire régional au service des salariés.
Les activités des FONGECIF reposent sur deux grands piliers :
- l’accompagnement, l’information et l'orientation des salariés ;
- le financement des projets professionnels.

## Historique
- 1983 : création des FONGECIF.
- 1991 : un nouveau congé formation voit le jour : le congé bilan de compétences. La même année, le CIF est ouvert, sous certaines conditions, aux salariés en fin de contrat à durée déterminée. Il s’agit du CIF-CDD.
- 2002 : pour permettre aux salariés de réaliser une validation des acquis de l’expérience, un congé VAE est instauré.
- 2004 : l’accord national interprofessionnel (ANI) de 2003 et la loi de 2004 confortent les Fongecif dans leur rôle, introduisent le droit individuel à la formation (DIF) et renforcent le bilan de compétences, la VAE et l’entretien professionnel. Les entreprises versent désormais 0,2 % de leur masse salariale pour financer les demandes des salariés sous contrat à durée indéterminée.
- 7 janvier et 5 octobre 2009 : deux accords nationaux interprofessionnels (ANI) sont signés sur le développement de la formation tout au long de la vie professionnelle, la professionnalisation et la sécurisation des parcours professionnels.
- 24 novembre 2009 : la loi 2009-1437 relative à l'orientation et à la formation professionnelle tout au long de la vie reprend les grands axes de l'ANI (accord national interprofessionnel) sur la formation professionnelle) du 5 octobre 2009 avec comme principales mesures la création du FPSPP (Fonds paritaire de sécurisation des parcours professionnels), de la formation hors temps de travail (FHTT), la mise en place d'un passeport « orientation/formation » et d'un « droit à l'orientation », ainsi que la mise en œuvre de la portabilité du DIF.
- 11 janvier 2013 : nouvel accord national interprofessionnel (ANI) pour un nouveau modèle économique et social au service de la compétitivité des entreprises et de la sécurisation de l’emploi et des parcours professionnels des salariés. Création du compte personnel de formation, du conseil en évolution professionnelle et élargissement de l’éligibilité du CIF-CDD pour les moins de trente ans.
- 2020 : les Fongecif sont remplacés par les Transitions Pro (ou ATpro pour « Associations Transitions pro »[1]), coordonnés au niveau national par l’association Certif’Pro[2].